# Тюкавин, Константин Александрович
Константи́н Алекса́ндрович Тюка́вин (род. 22 июня 2002, Котлас, Архангельская область) — российский футболист, нападающий клуба «Динамо» Москва и сборной России. Лучший футболист Российской Премьер-лиги (РПЛ) 2023/24.

## Карьера

### Клубная
Родился в семье игрока в хоккей с мячом Александра Тюкавина. После того, как отец перешёл из архангельского «Водника» в московское «Динамо», сын пошёл в академию одноимённого футбольного клуба. Первые тренеры — Виталий Елсуков и Вадим Гаранин. В старших возрастах занимался под руководством Сергея Стукашова и Филиппа Соколинского. Лучший молодой футболист Москвы 2002 года рождения в сезоне 2019 года.
С сезона 2020/21 стал выступать за вторую команду москвичей. 10 августа 2020 года дебютировал в поединке ПФЛ против владимирского «Торпедо», выйдя в стартовом составе и забив гол на 8 минуте.
1 ноября 2020 года дебютировал в премьер-лиге в поединке против «Тамбова» (2:1), выйдя на замену на 70-й минуте вместо Романа Нойштедтера. Заработал пенальти, который привёл к победному голу. 8 ноября 2020 года впервые появился в стартовом составе в игре против «Локомотива» (5:1), после его удара вратарь железнодорожников Гильерме отбил мяч рукой за пределами штрафной и был удален за фол последней надежды.
Свой первый мяч на высшем уровне забил 20 февраля 2021 года в матче Кубка России со «Спартаком», пяткой замкнув навес со штрафного. В следующем сезоне помог команде выиграть бронзовые медали чемпионата России. В марте 2023 года установил клубный рекорд, забив восьмой мяч после выхода на замену в матчах чемпионата.
Летом 2021 года «Динамо» продлило контракт с Тюкавиным сроком на три года.
1 декабря 2023 года продлил контракт с клубом до лета 2028 года, а в мае 2025 года контракт был продлён до лета 2030 года.
26 мая 2024 года Тюкавин стал лучшим игроком и нападающим премьер-лиги по итогам сезона 2023/24, а также был признан лучшим его гол в ворота «Сочи» (3:2), который его забил 5 мая в 27-м туре. 12 июня был признан российским футболистом года по результатам опроса среди игроков чемпионата.
2 марта 2025 года в противостоянии премьер-лиги в 19-м туре против «Ростова» (1:1) Тюкавин получил травму в виде разрыва передней крестообразной связки и выбыл из строя на полгода.

### В сборной
Выступал за юношеские сборные России.
16 августа 2021 года был вызван в основную сборную России главным тренером Валерием Карпиным. 4 сентября дебютировал, выйдя на замену на 75-й минуте матча отборочного турнира чемпионата мира 2022 против сборной Кипра (2:0).
16 ноября 2021 года в матче за молодёжную сборную России против Испании в рамках отбора на чемпионат Европы 2023 года Тюкавин вышел на замену на 57-й минуте вместо Константина Марадишвили, а на 60-й минуте забил единственный гол в матче, принеся России победу.

## Статистика выступлений

### Клубная
| Выступление         | Выступление      | Выступление      | Лига | Лига | Кубок | Кубок | Итого | Итого |
| Клуб                | Лига             | Сезон            | Игры | Голы | Игры  | Голы  | Игры  | Голы  |
| ------------------- | ---------------- | ---------------- | ---- | ---- | ----- | ----- | ----- | ----- |
| → Динамо-2 (Москва) | ПФЛ              | 2020/21          | 11   | 6    | —     | —     | 11    | 6     |
| → Динамо-2 (Москва) | Итого            | Итого            | 11   | 6    | —     | —     | 11    | 6     |
| Динамо (Москва)     | Премьер-лига     | 2020/21          | 15   | 3    | 2     | 1     | 17    | 4     |
| Динамо (Москва)     | Премьер-лига     | 2021/22          | 30   | 6    | 6     | 3     | 36    | 9     |
| Динамо (Москва)     | Премьер-лига     | 2022/23          | 28   | 9    | 10    | 1     | 38    | 10    |
| Динамо (Москва)     | Премьер-лига     | 2023/24          | 30   | 15   | 8     | 2     | 38    | 17    |
| Динамо (Москва)     | Премьер-лига     | 2024/25          | 19   | 7    | 3     | 1     | 22    | 8     |
| Динамо (Москва)     | Итого            | Итого            | 122  | 40   | 29    | 8     | 151   | 48    |
| Всего за карьеру    | Всего за карьеру | Всего за карьеру | 133  | 46   | 29    | 8     | 162   | 54    |

## Достижения

### Командные
«Динамо» (Москва)
- Бронзовый призёр чемпионата России (2): 2021/22, 2023/24

### Личные
- Спортсмен года по версии «Премии РБ» (2025)[17]
- Лучший футболист России по версии РФС: 2024
- Лучший футболист России по версии «Спорт-Экспресс»: 2024
- Лучший футболист месяца чемпионата России (2): ноябрь-декабрь 2023[18], апрель 2024[19]
- Лауреат премии «Первая пятёрка»: 2023[20]
- Игрок года «Динамо» (Москва): 2022/23[21]
- Игрок сезона Российской Премьер-лиги: 2023/24[22]
- Лауреат премии «Лучший молодой футболист России» спортивного портала «Чемпионат»: 2023/24[23]
- В списке 33 лучших футболистов чемпионата России (2): № 1 — 2023/24, № 2 — 2022/23

## Личная жизнь
В феврале 2023 года сделал предложение своей девушке Алёне Шабуровой (р. 2002), с которой был знаком с 14 лет. Отец Алёны — Сергей Шабуров (р. 1978), также как и отец самого Константина, в прошлом профессионально играл в хоккей с мячом и 6 раз становился чемпионом мира. 5 июня пара официально стала мужем и женой. 8 августа 2024 года у них родилась дочь Теона.